# Move Your Body (песня Сии)
«Move Your Body» — песня австралийской исполнительницы и автора песен Сии Ферлер. Является четвёртым синглом в поддержку её седьмого студийного альбома This Is Acting.

## О песне
Изначально, трек был написан для колумбийской исполнительницы Шакиры, но она отказалась от него. В интервью 2015 года для журнала Rolling Stone Сия сказала: «Пусть Шакира и отказалась от песни, но вы всё равно её услышите, потому что в ней я буду звучать и петь как Шакира».

## Критика
Общая реакция на песню была смешанной. Alex McCown-Levy из The A.V. Club написал: «Move Your Body, попытка [Сии] совместить такие жанры как Straight-up Europop и Dance-floor Jam страдает от недостатка отличительных черт. Однако, песня может стать клубным хитом. Чувство бита и ритмичности заставляет вставать со стула и „двигать своим телом“ (улыбается), как это сказано в треке». Карл Уилсон из Billboard назвал песню «подавляющей», а Линдсей Золандс из The Vulture сочла её «самой забавной песней с альбома». Kathy Iandoli с сайта Idolator утверждала, что трек «делает отважную попытку сделать вещи немного проще». Автор журнала The Guardian, Kitty Empire сказала: «Нет ничего плохого в том, что бы „двигать своим телом“, если вам нравится порывистая, как тайфун поп-музыка».

## Лирик-видео
Лирик-видео было загружено на официальный канал певицы VEVO 12 января 2017 года. Видео снято в фото-студии в американском торговом центре в 1987 году при участии девочки (в исполнении Лилианы Кетчман) и её родителей в гламурной фото-сессии. Когда девочка увидела фирменный чёрно-белый парик Сии, она вырывается от родителей и бежит в костюмерную за этим париком, что бы надеть. Затем она бегает и танцует на задних планах других людей во время фото-сессии до тех пор, пока её не ловят родители, что бы увезти оттуда, но люди попросили родителей оставить ребёнка для того, что бы вместе продолжить фотографироваться и танцевать вместе с ней. Родители отпускают девочку и все веселятся.

## Другие версии песни
- Album Version (Оригинал) — 4:07
- Single Mix — 4:12
- Alan Walker Remix — 3:37

## Чарты
| Чарт (2016-17)                       | Высшая позиция |
| ------------------------------------ | -------------- |
| Финляндия (Suomen virallinen lista)  | 8              |
| Франция (SNEP)                       | 154            |
| Новая Зеландия (Recorded Music NZ)   | 2              |
| Норвегия (VG-lista)                  | 3              |
| Швеция (Sverigetopplistan)           | 68             |
| Великобритания UK Singles Chart      | 169            |
| США Hot Dance Club Songs (Billboard) | 6              |